# DesktopBSD
DesktopBSD è un Sistema Operativo Open Source, libero e gratuito, di tipo Unix, orientato verso l'utente desktop, basato su FreeBSD. L'obiettivo è di creare un sistema operativo user friendly, pur mantenendo tutta la potenza e versatilità di FreeBSD, fornendo una serie di plus come l'installazione grafica automatica e l'utilizzo out-of-the-box di tutte le applicazioni ed i dispositivi che solitamente l'utente desktop predilige, la preconfigurazione del sistema con ad esempio il supporto della mobilità e la facilità di accesso e condivisione di un collegamento internet anche wifi, il tutto radicato sul substrato del famoso sistema server-oriented Unix-like BSD. Ha una completa compatibilità binaria con FreeBSD ed al momento intende mantenerla. È quindi una evoluzione user-oriented del sistema operativo padre, FreeBSD. È disponibile in una ventina di lingue, compreso l'italiano.